# 黄盖淖水库
黄盖淖水库是中国河北省张家口市张北县境内的一座水库，位于黑水河中下游，建于1958年。水库正常库容为4950万立方米，集雨面积为2136平方千米，海拔为98米。